# Museum Berggruen

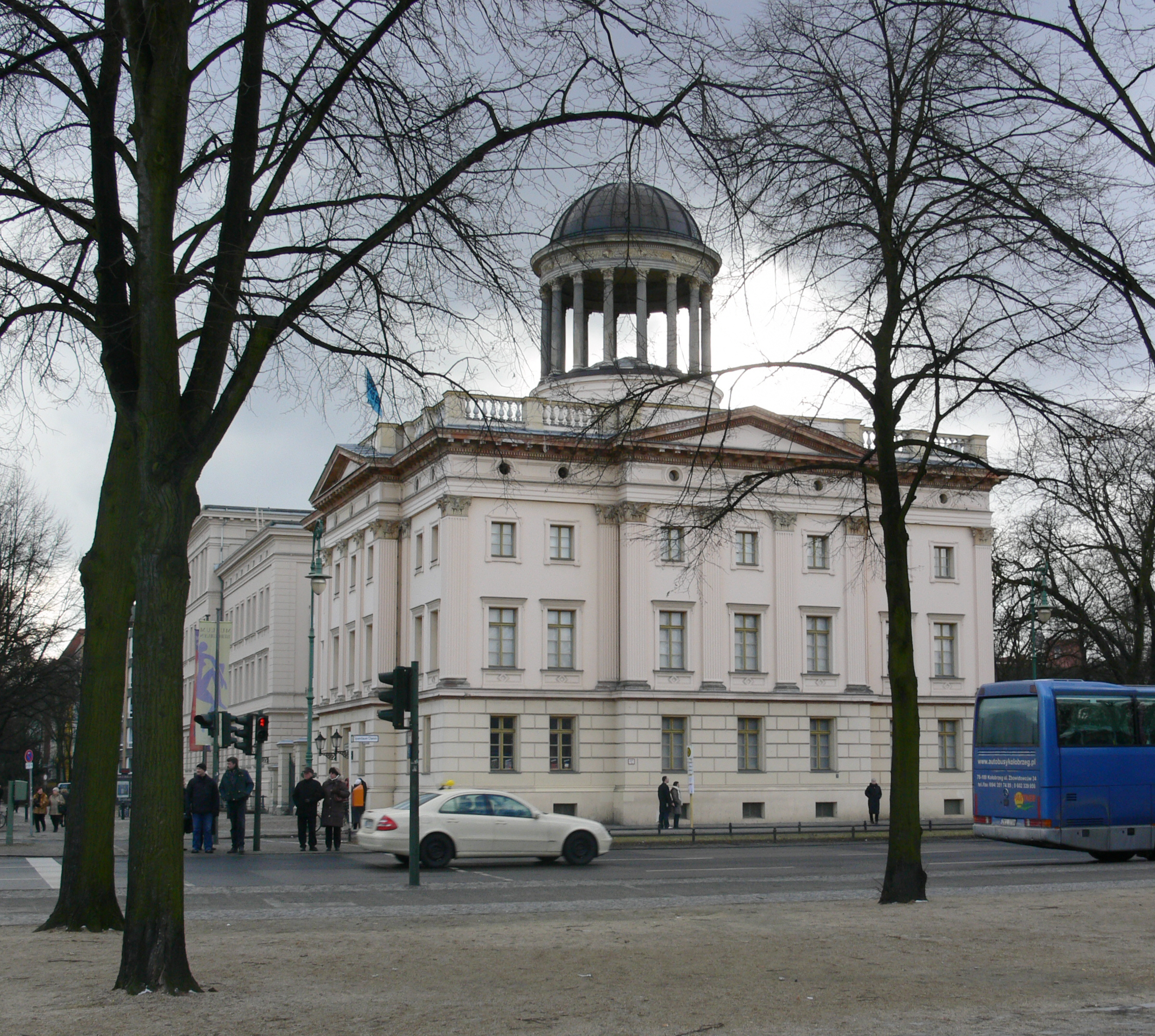
Museum Berggruen im Stülerbau

Das Museum Berggruen (auch bekannt als Sammlung Berggruen) im Berliner Ortsteil Charlottenburg gilt als eine der weltweit bedeutendsten Sammlungen der Kunst der klassischen Moderne, die der Sammler und Kunsthändler Heinz Berggruen in einer „Geste der Versöhnung“ seiner Heimatstadt Berlin zu einem Preis weit unter Wert verkaufte. Vor allem Werke von Pablo Picasso, Alberto Giacometti, Georges Braque, Paul Klee und Henri Matisse sind hier unter einem Dach vereint. Die Sammlung Berggruen gehört zur Berliner Nationalgalerie. Im Jahr 2019 verzeichnete das Haus rund 74.000 Besucher.

## Geschichte
Die Sammlung kam 1996 mit der Rückkehr des Stifters nach sechs Jahrzehnten des Exils in seine Heimatstadt nach Berlin. Sie war zunächst nur eine Leihgabe des Kunstsammlers Heinz Berggruen, der sie in über 30 Jahren aufgebaut hatte. Die seinerzeit auf 1,5 Milliarden Mark (inflationsbereinigt in heutiger Währung: rund 1.210.027.000 Euro) geschätzte Sammlung ging im Dezember 2000 für einen als „symbolisch“ eingeschätzten Preis von 253 Millionen Mark an die Stiftung Preußischer Kulturbesitz über. Heute wird sie unter dem Titel Sammlung Berggruen – Picasso und seine Zeit als Teil der Nationalgalerie an der Schloßstraße im westlichen Stülerbau gegenüber dem Charlottenburger Schloss ausgestellt.

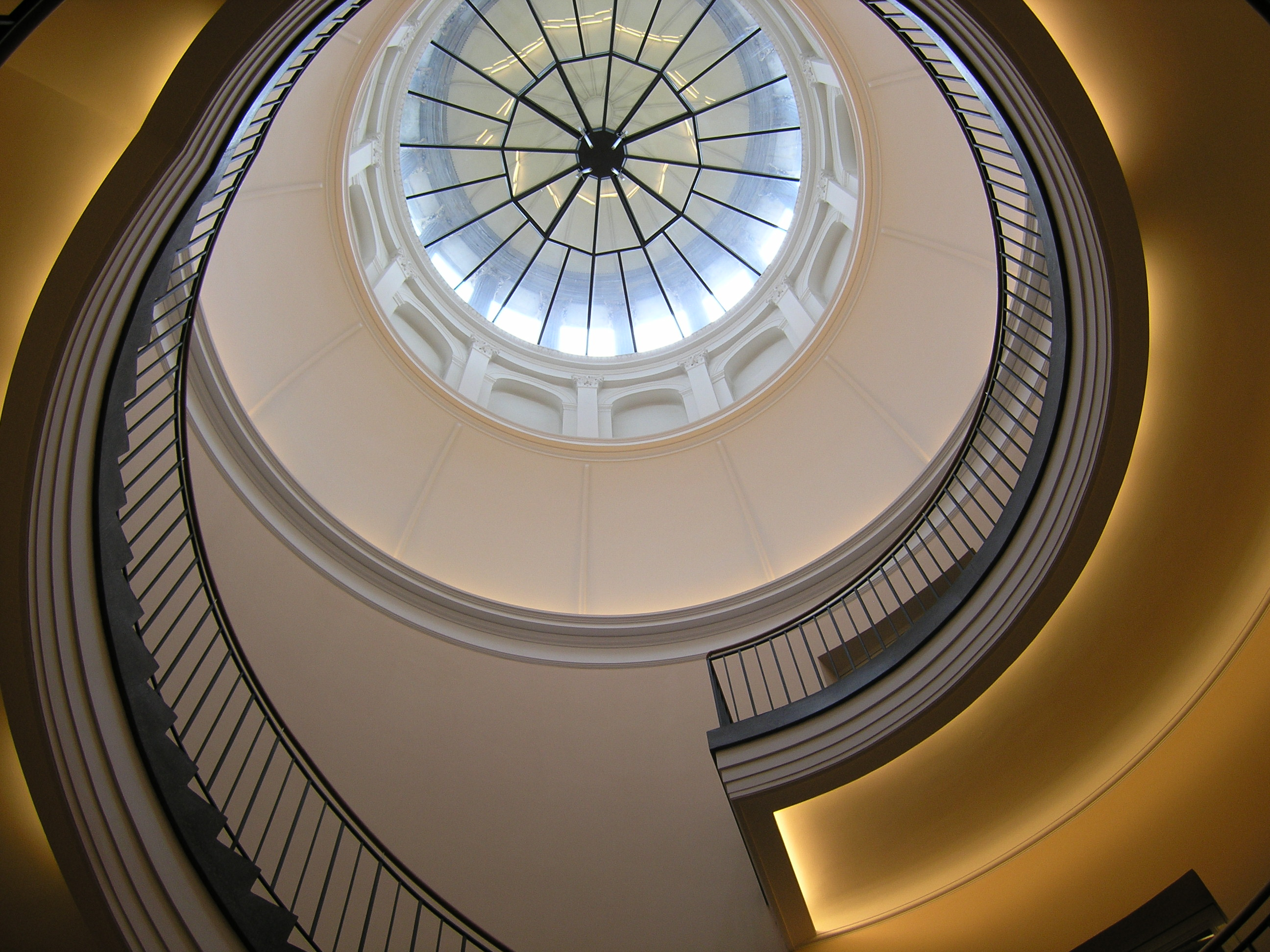
Treppenrotunde im Stülerbau

Im Zentrum der Sammlung steht mit mehr als 100 Exponaten das Werk Picassos sowie über 60 Bilder von Paul Klee. Mit mehr als 20 Werken ist Henri Matisse vertreten, darunter mehr als ein halbes Dutzend der berühmten Scherenschnitte. Plastische Ensembles von Alberto Giacometti sowie Beispiele afrikanischer Skulptur runden den Kern der Sammlung ab.
Seit der Eröffnung des Hauses 1996 kaufte Berggruen kontinuierlich weitere Werke an, darunter das vom Museum of Modern Art in New York erworbene bedeutende Picasso-Gemälde Häuser auf einem Hügel (Horta de Ebro) aus dem Jahr 1909. Insgesamt 165 Arbeiten wurden im Dezember 2000 von Heinz Berggruen an die Stiftung Preußischer Kulturbesitz übereignet.
Im November 2005 ersteigerte Heinz Berggruen für 13,7 Millionen US-Dollar bei Sotheby’s in New York Picassos Nu Jaune (1907). Die Gouache ist eine der ersten Studien für Les Demoiselles d’Avignon, einem Meilenstein der Kunst des 20. Jahrhunderts.
Aus Anlass des zehnjährigen Jubiläums des Museums und seines endgültig verkündeten Rückzugs ins Privatleben im Alter von 92 Jahren schenkte der Mäzen Heinz Berggruen im Dezember 2006 dem Museum eine Skulptur von Alberto Giacometti, Die Große Stehende Frau III von 1960. Diese hatte bislang als bloße Leihgabe bereits im Stüler-Bau ihren Platz in der Rotunde gehabt. Damit das zwei Meter hohe Bronze-Standbild dem Lebenswerk Berggruens erhalten bleibt, erwarb er es kurzerhand und schenkte es der Stiftung Preußischer Kulturbesitz. Wenige Wochen später starb Berggruen am 23. Februar 2007 in Paris.
Innerhalb eines Jahrzehnts, von 1996 bis 2006, wurde das Museum von 1,5 Millionen Kunstfreunden besucht. Neben der Dauerpräsentation Picasso und seine Zeit wurden auch zahlreiche Themen- und Sonderausstellungen zur Klassischen Moderne der Kunstgeschichte angeboten.
2013 wurde im Rahmen des Gedenkjahres „Zerstörte Vielfalt“ vor dem Museum die Informationstafel „Die Nachbarn des Schlosses“ zur Geschichte der Stülergebäude aufgestellt. Darauf wird die Nutzung des Stülerbaus als Führerschule der Sicherheitspolizei in der Zeit des Nationalsozialismus ab 1937 beschrieben.

## Erweiterung
Die Erben des Kunstsammlers gaben am 16. Juli 2007 bekannt, weitere 50 Werke der klassischen Moderne dem Museum Berggruen zur Verfügung zu stellen und damit die Tradition der Aussöhnung des Vaters mit Deutschland fortsetzen zu wollen. Berggruen hatte nach seinem Transfer, zu Weihnachten im Jahr 2000, weitere Gemälde gekauft, darunter Werke von Picasso, Matisse, Klee und Cézanne. Um die Voraussetzungen für eine Erweiterung zu schaffen, stiftete das Land Berlin das an den westlichen Stülerbau angrenzende Kommandantenhaus der Stiftung Preußischer Kulturbesitz zu deren 50-jährigem Bestehen.
Zugleich wurde auch der „Förderkreis Museum Berggruen e. V.“ gegründet, Mitglieder sind neben der Witwe Bettina die Kinder Nicolas, Olivier und, aus erster Ehe, Helen Berggruen und John Berggruen. Weitere Mitglieder sind W. Michael Blumenthal, Peter Raue, Michael Naumann, Simon de Pury, Klaus-Dieter Lehmann und Peter-Klaus Schuster. Die Stiftung Preußischer Kulturbesitz erklärte sich umgehend dazu bereit, die laufenden Betriebskosten zu übernehmen.
Nach einem Architektenwettbewerb 2008 wurde das Museum um einen Erweiterungsbau ergänzt und am 16. März 2013 wiedereröffnet. Die beiden denkmalgeschützten Gebäude sind nun durch eine moderne Pergola aus Stahl und Glas verbunden, die das Berliner Architekturbüro Kuehn/Malvezzi entworfen hatte. Die Kosten der äußeren und inneren Baumaßnahmen werden mit 4,2 Millionen Euro angegeben. In den Erweiterungsbau sind rund 60 Kunstwerke aus der Familiensammlung als Leihgaben eingezogen. Darunter befinden sich mehrere Bilder von Picasso, sowie Werke auf Papier von Matisse und Klee. Der Bund übernahm die Baukosten, das Land Berlin stellte das Gebäude und das Grundstück. Bereits im Mai 2008 wurde die Sammlung um weitere 70 Gemälde von der Familie Berggruen vergrößert.
Das Museum schloss für die Grundinstandsetzung am 5. September 2022, die Wiedereröffnung ist für 2025 geplant.
Gegenüber dem Museum steht seit 1901 auf der Mittelpromenade der Schloßstraße das Prinz-Albrecht-Denkmal der Bildhauer Eugen Boermel und Conrad Freyberg.

## Ausstellungen (Auswahl)
- Picasso & Les Femmes d’Alger (2021)
- George Condo. Confrontation (2016/2017)[13]
- Brassaï Brassaï – Im Atelier und auf der Straße (2011)
- Giacometti (2008)
- Picasso – Der Zeichner (2006/2007)
- Matisse: Mit der Schere zeichnen (2003)
- Cézanne in Berlin (2000/2001)
- Klee aus New York (1998)

## Film
- Umbau beendet. Berggruen-Museum in Berlin wieder geöffnet. Fernseh-Reportage, Deutschland, 2013, 1:20 Min., Buch und Regie: Griet von Petersdorff, Produktion: RBB, Redaktion: Tagesschau, Erstsendung: 15. März 2013 bei ARD.